# Daniel Fila
Daniel Fila (* 21. srpna 2002 Brno) je český profesionální fotbalista, který hraje na pozici útočníka za italský klub Venezia FC a za český národní tým do 21 let.

## Klubová kariéra
Fila s fotbalem začal v Sokolu Otnice, odkud se přesunul do Újezdu u Brna než v roce 2016 přestoupil do Zbrojovky Brno. Krátce působil v konkurenční Líšni, po pěti měsících se ale vrátil do Zbrojovky.
V 1. lize debutoval 6. listopadu 2020 v utkání 7. kola proti Jablonci, když naskočil do závěrečných minut místo Přichystala. První příležitost v základní sestavě dostal 16. ledna 2021 proti Mladé Boleslavi. Od ledna začal nastupovat téměř v každém ligovém utkání, a dne 14. března 2021 v utkání 23. kola proti Jablonci vstřelil svůj první gól profesionální kariéry, porážku Brna 1:2 ale neodvrátil.
V letním přestupovém okně se o osmnáctiletého útočníka z klubu, který sestoupil do druhé ligy, strhl boj, převážně mezi oběma pražskými S, tedy Spartou a Slavií, Fila však nakonec přestoupil do Mladé Boleslavi.
V únoru 2022 přestoupil z Mladé Boleslavi do pražské Slavie, kde podepsal smlouvu do 30. června 2026.

## Reprezentační kariéra
V červnu 2023 byl nominován na závěrečný turnaj mistrovství Evropy hráčů do 21 let.